# Paulinho Boca de Cantor
Paulo Roberto Figueiredo de Oliveira, mais conhecido por Paulinho Boca de Cantor (Santa Inês, 28 de junho de 1946) é um cantor e compositor brasileiro. Foi um dos membros fundadores do grupo de MPB Novos Baianos, que durou de 1969 a 1979.

## Carreira

### Novos Baianos
Paulo começou como crooner do grupo Orquesta Avanço, que atuava em Salvador e no interior da Bahia. Em 1969, fundou, ao lado de Pepeu Gomes, Baby Consuelo, Luiz Galvão e Moraes Moreira, o grupo Novos Baianos. Era um dos principais compositores do grupo, ao lado de Luiz Galvão. Junto com o grupo, lançou dez álbuns de estúdio, entre eles o premiado Acabou Chorare, considerado o melhor álbum brasileiro da história. Criou em 1976 o "Trio Elétrico dos Novos Baianos", e colocou o som vocal pela primeira vez nos trios elétricos, o que se tornou obrigatório até os dias de hoje. Em 1979, com o fim do grupo, começou sua carreira solo.

### Carreira solo
Seu primeiro álbum solo tinha o título de Paulinho Boca de Cantor - Bom de Chinfra e Bom de Amor, pela CBS, e tinha destaque pela parceria com Gilberto Gil e Luiz Galvão na faixa “Que bom prato é vatapá”. Em 1981, consolidou sua carreira solo ao lançar Valeu, um dos álbuns de produção independente mais vendidos no Brasil.
Em 1983, apresentou-se em Roma, no espetáculo Bahia de Todos os Sambas, ao lado de nomes como Gal Costa, Caetano Veloso e João Gilberto. Nos anos seguintes foi contratado pela EMI e lançou mais três discos.
Em 1992, fundou a ABAI, Associação Bahiana de Artistas Independentes. Em 1997 reuniu os Novos Baianos e lançou o disco Infinito Circular, pela Som Livre. Fez também algumas apresentações ao vivo com a banda, incluindo a "Noite Brasileira" no Festival de Montreux, Suíça.
Em 2000, tornou-se pesquisador da história da música brasileira. Em 2008 gravou um especial para a TVE Bahia.

## Discografia Solo
- 1979 - Paulinho Boca de Cantor (CBS)
- 1981 - Valeu (JQN Discos)
- 1982 - Prazer de Viver (Polygram)
- 1984 - Cantor Popular (EMI)
- 1985 - Carnaval Já (EMI)
- 1986 - Brincar Pra Valer (EMI)
- 1997 - Todos os Sambas (RGE)